# Balbir Singh (avril 1945)
Pour les articles homonymes, voir Balbir Singh et Singh.
Balbir Singh Kular, né le 5 avril 1945 à Sansarpur, est un joueur indien de hockey sur gazon.

## Biographie
Il participe avec l'équipe nationale de hockey aux Jeux olympiques d'été de 1968, remportant la médaille de bronze. Il remporte aussi la médaille d'or aux Jeux asiatiques de 1966.